# Revyze
 (juin 2025).
Revyze est une startup française créée en 2022, qui développe une application mobile d'apprentissage pour collégiens et lycéens. L'application propose des vidéos éducatives courtes dans un format inspiré de TikTok.

## Histoire
Revyze a été fondée en 2022 par Guillaume Perrot, Anatole Blanc et Florent Sciberras,. Les fondateurs ont imaginé Revyze alors qu’ils étaient étudiants,. L'application a été lancée en version bêta en mai 2022 pour la préparation du baccalauréat français,.
En 2023, Revyze est sélectionné pour le Future 40 de Station F,.

## Fonctionnement
L'application repose sur un système de courtes vidéos pédagogiques, organisées par niveaux scolaires et matières. L'application est à destination des élèves de la sixième à la terminale. Ce système est inspiré du format de TikTok,,, ainsi l'application se fait parfois appelé « TikTok de l'éducation »,. L'application reprend donc les codes des réseaux sociaux,,.

## Modèle économique et financement
L'entreprise a levé 2 millions d'euros en 2022 auprès de business angels,,, puis environ 6 millions d'euros en octobre 2024 auprès des fonds Speedinvest et Moonfire,,. Des personnaltiés connues ont investis sur ce projet comme le footballeur français Olivier Darcourt,.
L'application est actuellement gratuite. L'entreprise envisage une monétisation, vers un modèle freemium.
Revyze ne produit pas directement ses leçons. Il fait appel à des créateurs de contenu indépendants, souvent des lycéenns et des étudiants,, mais aussi des professeurs,.

## Audience et adoption
Revyze connaît une forte hausse de son nombre d'utilisateurs, notamment à l'approche des examens comme le baccalauréat ou le brevet. L'entreprise revendiquait plus de 350 000 utilisateurs en 2023, et revendique plus d'un million d'utilisateurs en 2024. L'application a temporairement atteint le premier rang des téléchargements gratuits sur l'App Store français en juin 2024,,. Il y a une tendance croissante des utilisateurs à interagir quotidiennement avec l'application, ainsi le taux de rétention reste élevé. Un tiers des élèves de troisième en France l'ont utilisée au moins une fois,. L’application est aussi populaire en Afrique francophone.
L’engagement des utilisateurs est stimulé via la ludification. Pour renforcer l’engagement sur le long terme, Revyze déploie en 2024 les capsules : séries structurées de micro‑leçons composées de vidéos, quiz et fiches, avec ludification en s'inspirant de Duolingo,,. L'engagement est aussi stimulé par l'utilisation de « flammes » comme sur Snapchat.
L'application est présent dans 50 pays.

## Difficultés et controverse

### Expansion internationale problématique
L'expansion aux États-Unis, lancée en 2023, rencontre des difficultés. Les utilisateurs américains abandonnent massivement l'application après leurs examens, contrairement aux utilisateurs français,,.

### Réserves du corps enseignant
Plusieurs enseignants expriment des réserves. Certains professeurs considèrent que pour les élèves en difficulté scolaire, l'application peut donner une fausse impression de travail alors que le simple fait de faire défiler les vidéos n'aide pas à mémoriser.
D'autres enseignants trouvent les contenus superficiels et s'inquiètent du temps d'écran supplémentaire que représente l'application.